# Mámmari
Mámmari är en ort i Cypern.   Den ligger i distriktet Eparchía Lefkosías, i den centrala delen av landet, 15 km väster om huvudstaden Nicosia. Mámmari ligger 167 meter över havet och antalet invånare är 1 122. Den ligger på ön Cypern.
Terrängen runt Mámmari är platt. Trakten runt Mámmari är tätbefolkad, med 356 invånare per kvadratkilometer. Närmaste större samhälle är Nicosia, 14,5 km öster om Mámmari. Trakten runt Mámmari är i huvudsak ett öppet busklandskap.